# Lijst van afleveringen van Star Wars Rebels
Dit is een lijst van afleveringen Star Wars Rebels. De Amerikaanse televisieserie telt 4 seizoenen. Een overzicht van alle afleveringen is hieronder te vinden.
Het aantal afleveringen verschilt soms, wegens een andere manier van tellen. Seizoen 1 begon met een film "Opkomst van het verzet", dubbel zo lang als een gewone aflevering. Hier rekenen we deze als twee afleveringen. Hetzelfde geldt bij seizoen 2 ("Het begin van Lothal") en seizoen 3 ("Stoppen in de schaduw").

## Overzicht
| Seizoen | Seizoen | Afleveringen | Uitgezonden       | Uitgezonden        |
| Seizoen | Seizoen | Afleveringen | Eerste aflevering | Laatste aflevering |
| ------- | ------- | ------------ | ----------------- | ------------------ |
|         | Shorts  | 4            | 11 augustus 2014  | 1 september 2014   |
|         | 1       | 15           | 3 oktober 2014    | 2 maart 2015       |
|         | 2       | 22           | 20 juni 2015      | 30 maart 2016      |
|         | 3       | 22           | 24 september 2016 | 25 maart 2017      |
|         | 4       | 16           | 16 oktober 2017   | 5 maart 2018       |

## Afleveringen

### Shorts
| Nr. | Titel (NL)                | Regisseur    | Schrijver                  | Uitzenddatum     |
| --- | ------------------------- | ------------ | -------------------------- | ---------------- |
| 1   | De machine in de geest    | Dave Filoni  | Greg Weisman               | 11 augustus 2014 |
| 2   | Kunstaanval               | Justin Ridge | Greg Weisman               | 18 augustus 2014 |
| 3   | Verwikkeling              | Justin Ridge | Henry Gilroy Simon Kinberg | 25 augustus 2014 |
| 4   | Eigendom van Ezra Bridger | Dave Filoni  | Simon Kinberg              | 1 september 2014 |

### Seizoen 1
| Nr. | Afl. | Titel (NL)                   | Regisseur                 | Schrijver                     | Uitzenddatum     |
| --- | ---- | ---------------------------- | ------------------------- | ----------------------------- | ---------------- |
| 1   | 1    | Opkomst van het verzet       | Steward Lee Steven G. Lee | Simon Kinberg                 | 3 oktober 2014   |
| 2   | 2    | Opkomst van het verzet       | Steward Lee Steven G. Lee | Simon Kinberg                 | 3 oktober 2014   |
| 3   | 3    | Droids in nood               | Steward Lee               | Greg Weisman                  | 13 oktober 2014  |
| 4   | 4    | Een tie voor twee            | Steven G. Lee             | Kevin Hopps                   | 20 oktober 2014  |
| 5   | 5    | Proberen bestaat niet        | Steward Lee               | Henry Gilroy                  | 27 oktober 2014  |
| 6   | 6    | Undercover                   | Steven G. Lee             | Greg Weisman                  | 3 november 2014  |
| 7   | 7    | Het licht en het duister     | Steward Lee               | Kevin Hopps                   | 10 november 2014 |
| 8   | 8    | Een dag om nooit te vergeten | Steven G. Lee             | Henry Gilroy                  | 17 november 2014 |
| 9   | 9    | Hulptroepen                  | Steward Lee               | Greg Weisman                  | 24 november 2014 |
| 10  | 10   | Het pad van de Jedi          | Dave Filoni               | Charles Murray                | 5 januari 2015   |
| 11  | 11   | Een goede hand               | Steward Lee               | Kevin Hopps                   | 19 januari 2015  |
| 12  | 12   | Visioen van hoop             | Steven G. Lee             | Henry Gilroy                  | 2 februari 2015  |
| 13  | 13   | Een daad van verzet          | Steward Lee               | Greg Weisman Simon Kinberg    | 9 februari 2015  |
| 14  | 14   | Een rebel geeft nooit op     | Justin Ridge              | Charles Murray & Henry Gilroy | 23 februari 2015 |
| 15  | 15   | Het vuur verspreid zich      | Dave Filoni               | Simon Kinberg                 | 2 maart 2015     |

### Seizoen 2
| Nr. | Afl. | Titel (NL)                       | Regisseur                 | Schrijver                                     | Uitzenddatum     |
| --- | ---- | -------------------------------- | ------------------------- | --------------------------------------------- | ---------------- |
| 16  | 1    | Het begin van Lothal             | Bosco Ng & Brad Ray       | Henry Gilroy                                  | 20 juni 2015     |
| 17  | 2    | Het begin van Lothal             | Bosco Ng & Brad Ray       | Henry Gilroy                                  | 20 juni 2015     |
| 18  | 3    | De verloren commandanten         | Dave Filoni & Sergio Paez | Matt Michnovetz                               | 14 oktober 2015  |
| 19  | 4    | Relikwieen van de oude republiek | Bosco Ng                  | Steven Melching                               | 21 oktober 2015  |
| 20  | 5    | De regel van twee                | Brad Rau                  | Kevin Hopps                                   | 28 oktober 2015  |
| 21  | 6    | Gebroeders van de gebroken hoorn | Saul Ruiz                 | Bill Wolkoff                                  | 4 november 2015  |
| 22  | 7    | Vleugels van de meester          | Dave Filoni & Sergio Paez | Steven Melching                               | 11 november 2015 |
| 23  | 8    | Bloedzusters                     | Bosco Ng                  | Kevin Hopps                                   | 18 november 2015 |
| 24  | 9    | Sluipaanval                      | Brad Rau                  | Matt Michnovetz                               | 25 november 2015 |
| 25  | 10   | De toekomst van de Force         | Saul Ruiz                 | Bill Wolkoff                                  | 2 december 2015  |
| 26  | 11   | Erfgenaam                        | Mel Zwyer                 | Henry Gilroy                                  | 9 december 2015  |
| 27  | 12   | Een prinses op Lothal            | Bosco Ng                  | Steven Melching                               | 20 januari 2016  |
| 28  | 13   | De beschermer van Concord Dawn   | Brad Rau                  | Henry Gilroy & Kevin Hopps                    | 27 januari 2016  |
| 29  | 14   | Legendes van de Lasat            | Saul Ruiz                 | Matt Michnovetz                               | 3 februari 2016  |
| 30  | 15   | De roep                          | Mel Zwyer                 | Bill Wolkoff                                  | 10 februari 2016 |
| 31  | 16   | Huiswaarts                       | Bosco Ng                  | Steven Melching                               | 17 februari 2016 |
| 32  | 17   | De eervollen                     | Brad Rau                  | Kevin Hopps                                   | 24 februari 2016 |
| 33  | 18   | Doodskleed van het duister       | Sal Ruiz                  | Henry Gilroy                                  | 2 maart 2016     |
| 34  | 19   | De vergeten droid                | Mel Zwyer                 | Matt Michnovetz                               | 16 maart 2016    |
| 35  | 20   | Het geheim van de Chopper basis  | Bosco Ng                  | Steven Melching                               | 23 maart 2016    |
| 36  | 21   | Schemering van de leerling       | Dave Filoni               | Dave Filoni & Simon Kinberg & Steven Melching | 30 maart 2016    |
| 37  | 22   | Schemering van de leerling       | Dave Filoni               | Dave Filoni & Simon Kinberg & Steven Melching | 30 maart 2016    |

### Seizoen 3
| Nr. | Afl. | Titel (NL)                      | Regisseur            | Schrijver                                       | Uitzenddatum      |
| --- | ---- | ------------------------------- | -------------------- | ----------------------------------------------- | ----------------- |
| 38  | 1    | Stappen in de schaduw           | Bosco Ng & Mel Zwyer | Steven Melching & Matt Michnovetz               | 24 september 2016 |
| 39  | 2    | Stappen in de schaduw           | Bosco Ng & Mel Zwyer | Steven Melching & Matt Michnovetz               | 24 september 2016 |
| 40  | 3    | The Holocrons van het lot       | Steward Lee          | Henry Gilroy                                    | 1 oktober 2016    |
| 41  | 4    | Bevrijding van Antilles         | Saul Ruiz            | Gary Whitta                                     | 8 oktober 2016    |
| 42  | 5    | Hera's helden                   | Mel Zwyer            | Nicole Dubuc                                    | 15 oktober 2016   |
| 43  | 6    | Het laatste gevecht             | Bosco Ng             | Brent Friedman                                  | 22 oktober 2016   |
| 44  | 7    | Keizerlijke supercommando's     | Steward Lee          | Christopher Yost                                | 5 november 2016   |
| 45  | 8    | Iron Squadron                   | Saul Ruiz            | Matt Michnovetz                                 | 19 november 2016  |
| 46  | 9    | Werk op Wynkahthu               | Mel Zwyer            | Gary Whitta                                     | 26 november 2016  |
| 47  | 10   | Van binnenuit                   | Steward Lee          | Nicole Dubuc                                    | 3 december 2016   |
| 48  | 11   | Stemmen en visioenen            | Bosco Ng             | Brent Friedman                                  | 10 december 2016  |
| 49  | 12   | Geesten op Geonosis             | Saul Ruiz            | Dave Filoni & Steven Melching & Matt Michnovetz | 7 januari 2017    |
| 50  | 13   | Geesten op Geonosis             | Mel Zywer            | Dave Filoni & Steven Melching & Matt Michnovetz | 7 januari 2017    |
| 51  | 14   | Kernkop                         | Bosco Ng             | Gary Whitta                                     | 14 januari 2017   |
| 52  | 15   | Beproeving van de darksaber     | Steward Lee          | Dave Filoni                                     | 21 januari 2017   |
| 53  | 16   | Erfenis van Mandalore           | Mel Zwyer            | Christopher Yost                                | 18 februari 2017  |
| 54  | 17   | Door de ogen van het keizerrijk | Saul Ruiz            | Nicole Dubuc & Henry Gilroy                     | 25 februari 2017  |
| 55  | 18   | Geheim transport                | Bosco Ng             | Matt Michnovetz                                 | 4 maart 2017      |
| 56  | 19   | Dubbelagent Droid               | Steward Lee          | Brent Friedman                                  | 11 maart 2017     |
| 57  | 20   | Twee zonnen                     | Dave Filoni          | Dave Filoni & Henry Gilroy                      | 18 maart 2017     |
| 58  | 21   | Uur U                           | Justin Ridge         | Steven Melching                                 | 25 maart 2017     |
| 59  | 22   | Uur U                           | Justin Ridge         | Henry Gilroy & Matt Michnovetz                  | 25 maart 2017     |

### Seizoen 4
| Nr. | Afl. | Titel (NL)                 | Regisseur                           | Schrijver                                                             | Uitzenddatum     |
| --- | ---- | -------------------------- | ----------------------------------- | --------------------------------------------------------------------- | ---------------- |
| 60  | 1    | Helden van Mandalore       | Steward Lee                         | Henry Gilroy & Steven Melching                                        | 16 oktober 2017  |
| 61  | 2    | Helden van Mandalore       | Saul Ruiz                           | Christopher Yost                                                      | 16 oktober 2017  |
| 62  | 3    | In de naam van het verzet  | Sergio Paez                         | Gary Whitta                                                           | 23 oktober 2017  |
| 63  | 4    | In de naam van het verzet  | Bosco Ng                            | Matt Michnovetz                                                       | 23 oktober 2017  |
| 64  | 5    | De bezetting               | Steward Lee                         | Christopher Yost                                                      | 30 oktober 2017  |
| 65  | 6    | Vlucht van de defender     | Saul Ruiz                           | Dave Filoni & Steven Melching                                         | 30 oktober 2017  |
| 66  | 7    | Verwanten                  | Sergio Paez                         | Dave Filoni & Henry Gilroy                                            | 6 november 2017  |
| 67  | 8    | Kruiper kapers             | Bosco Ng                            | Matt Michnovetz                                                       | 6 november 2017  |
| 68  | 9    | Rebellenaanval             | Steward Lee                         | Dave Filoni & Steven Melching                                         | 13 november 2017 |
| 69  | 10   | Jedi nacht                 | Saul Ruiz                           | Dave Filoni & Henry Gilroy                                            | 19 februari 2018 |
| 70  | 11   | Dume                       | Sergio Paez                         | Dave Filoni & Christopher Yost                                        | 19 februari 2018 |
| 71  | 12   | Wolven en een deur         | Dave Filoni & Bosco Ng              | Dave Filoni                                                           | 26 februari 2018 |
| 72  | 13   | Een wereld tussen werelden | Dave Filoni & Steward Lee           | Dave Filoni                                                           | 26 februari 2018 |
| 73  | 14   | Dwaze hoop                 | Dave Filoni & Saul Ruiz             | Henry Gilroy & Steven Melching                                        | 5 maart 2018     |
| 74  | 15   | Familiereunie - en vaarwel | Dave Filoni, Bosco Ng & Sergio Paez | Dave Filoni, Henry Gilroy, Kiri Hart, Simon Kinberg & Steven Melching | 5 maart 2018     |
| 75  | 16   | Familiereunie - en vaarwel | Dave Filoni, Bosco Ng & Sergio Paez | Dave Filoni, Henry Gilroy, Kiri Hart, Simon Kinberg & Steven Melching | 5 maart 2018     |